# Hugo Böhlau
Hugo Heinrich Albert Böhlau (* 4. Januar 1833 in Halle (Saale); † 24. Februar 1887 in Werneck) war ein deutscher Rechtswissenschaftler und Hochschullehrer.

## Leben
Hugo Böhlau studierte von 1850 bis 1853 an der Friedrichs-Universität Halle, der Ruprecht-Karls-Universität Heidelberg, der Christian-Albrechts-Universität zu Kiel und der Friedrich-Wilhelms-Universität zu Berlin Rechtswissenschaft. Seit 1851 war er Mitglied des Corps Borussia Halle und des Corps Vandalia Heidelberg. Nach der Promotion 1853 in Halle und der Ausbildung als Auscultator in Magdeburg und Erfurt habilitierte sich Böhlau 1855 in Halle. 1859 war er in Halle als a.o. Professor für Kriminalrecht berufen. Böhlau verehelichte sich am 12. April 1860 in Weimar mit Clementine Caroline Louise Schwabe. Dort gründete er (im Verlag seines Bruders Hermann Böhlau) die Zeitschrift für Rechtsgeschichte. 1862 folgte er dem Ruf der Königlichen Universität zu Greifswald auf ihren Lehrstuhl. Schon im folgenden Jahr wechselte er auf den Lehrstuhl für Straf- und Prozessrecht der Universität Rostock. Über fast zwei Jahrzehnte widmete Böhlau sich dort dem Deutschen Recht und der Rechtsgeschichte Mecklenburgs. Neben dem Sitz in der juristischen Prüfungskommission war Hugo Böhlau als Lehrstuhlinhaber der Spruchfakultät und als Assessor perpetuus in der Verwaltung der Universität Rostock tätig. Für das akademische Jahr 1874/75 wurde Böhlau zum Rektor der Universität Rostock gewählt. 1882 folgte er dem Ruf an die Julius-Maximilians-Universität Würzburg. Er erkrankte wenig später und musste 1885 seine Lehrtätigkeit einstellen. 1886 begab er sich in die Obhut der Heil- und Pflegeanstalt Werneck, wo er 1887 mit 54 Jahren starb.

## Schriften (Auswahl)
- Mecklenburgisches Landrecht. 1871 bis 1880. (Digitalisate)
- [Als Herausgeber:] Zeitschrift für Rechtsgeschichte. 1861–1878. (Digitalisat)
- Vorlesungen über Strafrecht. Die Strafmaasse der mecklenburgischen Praxis. 1863.
- Fiskus, landesherrliches und Landes-Vermögen im Großherzogthume Mecklenburg-Schwerin. Eine rechtsgeschichtliche Skizze. Rostock 1877. (Digitalisat)
- Die Einzelnhaft in Preussen. Eine Kritik. 1861. (Digitalisat)